# Sun City West
Sun City West es un lugar designado por el censo ubicado en el condado de Maricopa en el estado estadounidense de Arizona. En el Censo de 2010 tenía una población de 24 535 habitantes y una densidad poblacional de 866,14 personas por km².

## Geografía
Sun City West se encuentra ubicado en las coordenadas 33°40′17″N 112°21′26″O / 33.67139, -112.35722. Según la Oficina del Censo de los Estados Unidos, Sun City West tiene una superficie total de 28.33 km², de la cual 28.3 km² corresponden a tierra firme y (0.08%) 0.02 km² es agua.

## Demografía
Según el censo de 2010, había 24.535 personas residiendo en Sun City West. La densidad de población era de 866,14 hab./km². De los 24.535 habitantes, Sun City West estaba compuesto por el 97.76% blancos, el 0.81% eran afroamericanos, el 0.15% eran amerindios, el 0.6% eran asiáticos, el 0.06% eran isleños del Pacífico, el 0.15% eran de otras razas y el 0.47% pertenecían a dos o más razas. Del total de la población el 1.22% eran hispanos o latinos de cualquier raza.